# Nothopuga telteca
Espèce
Nothopuga telteca est une espèce de solifuges de la famille des Ammotrechidae.

## Distribution
Cette espèce est endémique d'Argentine. Elle se rencontre dans les provinces de Mendoza, de San Juan et de La Rioja.

## Description
Le mâle holotype mesure 7,61 mm et la femelle paratype 8,42 mm.

## Systématique et taxinomie
Cette espèce a été décrite par Iuri en 2021.

## Étymologie
Son nom d'espèce lui a été donné en référence au lieu de sa découverte, la réserve naturelle provinciale Bosques Telteca.

## Publication originale
- Iuri, Ramírez, Mattoni & Ojanguren-Affilastro, 2021 : « Revision and cladistic analysis of subfamily Nothopuginae (Solifugae, Ammotrechidae). » Zoologischer Anzeiger, vol. 295, p. 126-155.